# Halysidota tucumana
Halysidota tucumana är en fjärilsart som beskrevs av Rothschild 1909. Halysidota tucumana ingår i släktet Halysidota och familjen björnspinnare. Inga underarter finns listade i Catalogue of Life.